# 安珦
安珦（1243年—1306年），初名裕，字士蘊，號晦軒，出生於興州（現慶尚北道豐基）。高丽中后期儒学领袖，是第一个將朱子学思想引進高麗的人。諡號文成。

## 生平
從小就喜歡讀書寫字，研習學問。18歲就考中文科，當上了校書郞，接著調職至直翰林院。當時高麗正是元朝入侵而發生三別抄之亂的時期，為了避開蒙古軍的侵略，高麗遷都於江華島。此時，首都是否要重新遷回開京（現開城）的問題，在朝廷內部發生激烈爭論。文臣們贊成遷都回開京，而武臣們則認為這是對蒙古的屈服，進行強烈反對，因此安珦在江華島生活了一段時間。此後，安珦歷任監察侍御史、尚州判官等職，在36歲時，進入國子監（高麗的國立教育機關），為培養人才而努力著。
1289年，跟隨世子忠宣王出使元朝首都大都，次年回國時，手中握著一本特別的手抄稿，這正是《朱子全書》，裡面收錄了南宋理學家朱熹的所有文章，安珦將此書手抄一遍帶回高麗。理學強調「為子孝，為臣忠，以禮治家，以信待人，修己以敬，以誠為事」，高麗因蒙古的侵略，讓百姓痛苦不堪之時，這些思想對安珦而言猶如一道曙光。派國學學正金文鼎到中國描繪孔子及其70名弟子畫像，並購買祭器、樂器、六經、諸子、史書…等等，為普及理學費盡心思。
為了這門新學問的興起，他認為人才的培養很重要，因此把自己的房子貢獻出來，建造當時的國立大學「泮宮」。建議六品以上的官員捐獻銀品，七品以下的官員捐獻布匹，建立當時的獎學金機構「贍學錢」。1304年，供奉孔子的大成殿終於建成，隸屬於開京的國學機構。為了傳播理學，用盡畢生精力，他十分推崇朱熹，晚年，根據朱子的號「晦庵」，自號「晦軒」。

## 影響
高麗後期，官吏腐敗以及掠奪百姓的現象日益嚴重，為了拯救殘敗不堪的高麗而興起的士大夫，在理學中找到了解答，以此作為基礎開創以士大夫為根基的理學王國「朝鮮時代」，此後影響朝鮮社會生活各方面廣泛且深遠。最早將理學傳入韓國的安珦自然成為他們推崇的對象。
他的牌位不但在韓國歷史最悠久的書院－紹修書院、合湖書院（忠清南道燕岐郡）、道東書院（全羅南道谷城郡）和臨江書院（京畿道長湍郡）等處進行供奉，還被安置在成均館、文廟等，每年春秋進行祭拜。

## 家族
- 夫人：漢南郡君夫人金氏、瑞原郡君夫人廉氏
- 父親：安孚
- 子：安器